# Gabriela Guillermo
Gabriela Guillermo (27 de noviembre de 1965 en Montevideo) es una directora, guionista, editora de cine y licenciada en biología uruguaya.

## Biografía
Es licenciada en Biología, egresada en 1991 de la Universidad de la República, profesión que ejerció hasta 1993. Desde 1992 se desempeña como realizadora audiovisual realizando cortos de ficción, documentales, y videos experimentales.
Realizó una Maestría en Estudios Cinematográficos y Audiovisuales de la Universidad de París 8. También en París, realizó una especialización sobre Montaje. En París tomó clases con el cineasta André S. Labarthe.
En 1999 estrenó El Regalo, un mediometraje filmado en 16 milímetros, realizado mediante una coproducción de Uruguay y Francia. Fue presentado en el Festival del Mercosur de Punta del Este. La película narra las peripecias de muchos uruguayos que sueñan en medio de la de la crisis.
En el 2007 estrenó su primer largometraje, FAN, una coproducción con Brasil, Venezuela y Francia. Relata la historia de Ela, mujer desorientada, que tiene que elegir entre la fantasía y la admiración hacia lo inaccesible o la vida real de todos los días, que después de todo le depara también grandes alegrías.
En 2008 fue directora artística del II Festival Llamale H sobre Diversidad Sexual y de Género del Uruguay. 
En 2012 estrenó su segundo largometraje, Una bala para el Che, escrito en coautoría con Raquel Lubartowski. La película narra episodios relativos a la visita de Che Guevara a Montevideo en 1961. El hilo argumental va vinculando el acontecimiento histórico y el impacto producido dentro de una familia, como metáfora de la vida sociopolíticocultural de Uruguay. El proyecto se financió gracias a una ayuda a la coproducción de IBERMEDIA 2010 y del Programa Montevideo Socio Audiovisual de la IMM. 
En 2025 estrenó el largometraje La enfermedad de la muerte, una adaptación de la obra homónima de Marguerite Duras, “La Maladie de la mort”, escrita en 1986. La película cuenta con actuaciones de Micaela Larrocca di Agosto y Marcos Valls, mientras que la música original fue compuesta por Gonzalo Varela y grabada en colaboración con la Universidad Tecnológica.
Es profesora adjunta en la Licenciatura en Lenguajes y Medios Audiovisuales de la Escuela Nacional de Bellas Artes de la Universidad de la República.
Se ha desempeñado también como docente en la Universidad Católica del Uruguay, la Escuela de Cine del Uruguay y el Instituto de Actuación de Montevideo.

## Filmografía
- 1999, El Regalo. (mediometraje, ficción)
- 2007, FAN.(Largometraje, ficción)
- 2007, MAIS UM CARNAVAL: Baltasar Brum. (Documental)
- 2007, Marat Sade en el Vilardebó .(Documental)
- 2008, Envejecer viviendo / Rivera.(Documental)
- 2008, Nosotros los de entonces / Re-crear la Ley orgánica de la Universidad.(Documental)
- 2012, Una bala para el Che. (Largometraje, ficción)
- 2014, Arariyo (cortometraje)
- 2014, Cher Jean Luc (cortometraje)
- 2020, Historias de Verano (Largometraje, ficción)
- 2025, La enfermedad de la muerte (Largometraje, ficción). Adaptación de la obra homónima de Marguerite Duras, “La Maladie de la mort”, escrita en 1986.

## Premios
- 2000: premio a la Calidad, Centre National de la Cinématographie, Francia (por El Regalo)